# De winter was lang
De winter was lang is een single van de Nederlandse zangeres Willeke Alberti. Het nummer is een cover van het Engelstalige Blue winter geschreven door John Gluck jr. en Ben Raleigh en vertolkt door Connie Francis. Gerrit den Braber bewerkte en vertaalde het nummer in het Nederlands onder het pseudoniem van Lodewijk Post. Willeke wordt begeleid door een orkest onder leiding van Jack Bulterman die ook het arrangement schreef. Het nummer stond 1 week bovenaan in de wekelijkse Tijd voor Teenagers Top 10 op 6 juni 1964. In de jaarlijst van 1964 stond het op nummer 2.

## Tracklist

### 7" Single
Philips JF 327 649
1. "De winter was lang"
2. "Auf wiederseh'n, mein Liebling"

## Hitnoteringen
| De winter was lang         | De winter was lang    | De winter was lang | De winter was lang | De winter was lang | De winter was lang | De winter was lang | De winter was lang | De winter was lang | De winter was lang | De winter was lang | De winter was lang | De winter was lang | De winter was lang | De winter was lang | De winter was lang | De winter was lang | De winter was lang | De winter was lang | De winter was lang | De winter was lang | De winter was lang | De winter was lang | De winter was lang |
| Hitlijst                   | Datum van binnenkomst | Week:              | 1                  | 2                  | 3                  | 4                  | 5                  | 6                  | 7                  | 8                  | 9                  | 10                 | 11                 | 12                 | 13                 | 14                 | 15                 | 16                 | 17                 | 18                 | 19                 | 20                 |                    |
| -------------------------- | --------------------- | ------------------ | ------------------ | ------------------ | ------------------ | ------------------ | ------------------ | ------------------ | ------------------ | ------------------ | ------------------ | ------------------ | ------------------ | ------------------ | ------------------ | ------------------ | ------------------ | ------------------ | ------------------ | ------------------ | ------------------ | ------------------ | ------------------ |
| Tijd Voor Teenagers Top 10 | 14-3-1964             | Positie:           | 10                 | 7                  | 4                  | 3                  | 3                  | 4                  | 3                  | 3                  | 3                  | 3                  | 2                  | 2                  | 1                  | 3                  | 3                  | 2                  | 2                  | 5                  | 7                  | 7                  | uit                |